# Маргарита Гонзага (1562 – 1618)
Вижте пояснителната страница за други личности с името Маргарита Гонзага.
Маргерита Гонзага (на италиански: Margherita Gonzaga,; * 1562, Рим, Папска държава; † 14 юни 1618, Гуастала) от род Гонзага, е чрез брак херцогиня на Сабионета (1587 – 1591).

## Произход
Маргерита е дъщеря на Чезаре I Гонзага, граф на Гуастала и херцог на Амалфи, и на съпругата му Камила Боромео, сестра на Карло Боромео и племенница на папа Пий VI. Нейни дядо и баба по бащина линия са Феранте I Гонзага, граф на Гуастала, вицекрал на Сицилия, и Изабела ди Капуа, а по майчина – Джиберто II Боромео, граф на Арона, и Маргарита Медичи ди Меленяно. Има един брат Феранте II (* 1563, † 1630), 3-ти граф на Гуастала (1575 – 1621), херцог на Гуастала (1621 – 1630), херцог на Амалфи, съпруг на Витория Дория.

## Биография
През 1581 г. е подписан брачният договор между Камила Боромео и служителите на херцога на Сабионета Веспасиано I Гонзага за брака на Маргарита, която дава съгласие per verba. Тя е третата му съпруга. Новата херцогиня влиза в Сабионета на 6 май 1582 г. през нощта в празнично осветен и украсен град, носейки 50 000 златни дуката и бижутата на майка си като зестра. Съюзът с херцога на Сабионета, най-лоялен служител на краля на Испания Филип II и феодал на император Рудолф II, обаче не носи дългоочаквания наследник, тъй като херцогът страда от сифилис.
На 27 февруари 1591 г., след дни на агония, Веспасиано умира в стаята си в големия дворец в Сабионета, оставяйки Маргарита вдовица в началото на 30-те си години и неговата дъщеря от втория му брак Изабела Гонзага, принцеса на Стиляно, като единствена наследница. Маргарита разпечатва завещанието на 5 март 1591 г. в Залата на императорите в Херцогския дворец, като го прочита на глас в присъствието на служителите, събрали се там.
Зестрата ѝ е върната, подарени са скъпоценностите, които е получила от съпруга си за девет години брак, и ѝ е определена годишна рента от 2000 дуката, която нейната доведена дъщеря и зет ѝ обещават да ѝ плащат всяка година. Въпреки това двата държавни преврата, планирани от Общността на Сабионета срещу новите господари, карат херцогинята благоразумно да избере да намери убежище в Гуастала в двора на своя брат Феранте II Гонзага и жена му Витория Дория. В Гуастала Маргарита се посвещава на благочестиви дела, като основава Манастира на капуцините извън градските стени и избира църквата за мястото на своето погребение. Маргарита запазва титлата „Херцогиня на Сабионета“, като свързва херцогския герб на Сабионета с този на Гуастала.
Тя умира на 56-годишна възраст през 1618 г. в Гуастала или може би във Виадана, където се мести след смъртта на съпруга си и където живее няколко години в двореца, който е построила. Погребана е в криптата под олтара на Св. Франциск на Капуцинската църква „Св. св. Франциск и Бернардин“ в Гуастала, където е поставено платното „Стигматите на Св. Франциск“ от художника Джовани Брешани от Сабионета, което сега се намира в катедралата на Гуастала “Св. Петър“. Криптата е осквернена по време на обсадата на Гуастала през 1707 г.